# Debreczeni László (költő)
Debreczeni László
Egy latin 20 soros verse van Janus Pannonius munkáinak bonni kiadásában (1513.); ugyanaz van a Jani Pannonii Ópusculorum Pars Altera, Trajecti ad. Rh. 1784. 257. l. Ladislai Debrecini Pannonii Phalaecii hendecasyllabi címen.

## Élete
Valószínűleg ő írta a következő kézirati munkát: Commentarius super auri praxim qua deducitur ad consuetam puritatem, ut ex eo monetae sine ulla reprehensione cudi possint aureae, Auctore Ladislav Debrecino, melyet báró Radák Istvánné ajándékozott az erdélyi múzeumnak és Finály Henrik ismertetett, bő kivonatát adva az Erdélyi Múzeum-Egylet Évkönyvében (IV. 1868. 111–130. l.) Járulék a hazai fémmívelés és pénzverés történetéhez címen. Ezt az eredeti vagy másolat kéziratot, mely negyedrét, Finály a 16. század második felében keletkezettnek tartotta.